# 11 أبريل
- السبت
- الأحد
- الاثنين
- الثلاثاء
- الأربعاء
- الخميس
- الجمعة

- 2929 رمضان 1446  هـ
- 301 شوال 1446  هـ
- 312 شوال 1446  هـ
- 13 شوال 1446  هـ
- 24 شوال 1446  هـ
- 35 شوال 1446  هـ
- 46 شوال 1446  هـ
- 57 شوال 1446  هـ
- 68 شوال 1446  هـ
- 79 شوال 1446  هـ
- 810 شوال 1446  هـ
- 911 شوال 1446  هـ
- 1012 شوال 1446  هـ
- 1113 شوال 1446  هـ
- 1214 شوال 1446  هـ
- 1315 شوال 1446  هـ
- 1416 شوال 1446  هـ
- 1517 شوال 1446  هـ
- 1618 شوال 1446  هـ
- 1719 شوال 1446  هـ
- 1820 شوال 1446  هـ
- 1921 شوال 1446  هـ
- 2022 شوال 1446  هـ
- 2123 شوال 1446  هـ
- 2224 شوال 1446  هـ
- 2325 شوال 1446  هـ
- 2426 شوال 1446  هـ
- 2527 شوال 1446  هـ
- 2628 شوال 1446  هـ
- 2729 شوال 1446  هـ
- 2830 شوال 1446  هـ
- 291 ذو القعدة 1446  هـ
- 302 ذو القعدة 1446  هـ
- 13 ذو القعدة 1446  هـ
- 24 ذو القعدة 1446  هـ

11 أبريل أو 11 نيسان أو يوم 11 \ 4 (اليوم الحادي عشر من الشهر الرابع) هو اليوم الأول بعد المئة (101) من السنة البسيطة، أو اليوم الثاني بعد المئة (102) من السنوات الكبيسة وفقًا للتقويم الميلادي الغربي (الغريغوري). يبقى بعده 264 يوما لانتهاء السنة.

## الأحداث
- 685 - مبايعة الخليفة الأموي عبد الملك بن مروان خليفةً للمسلمين.
- 800 - ثورة جبل فوجي البركاني.
- 1130 - وقوع معركة البحيرة بين الموحدين والمرابطين في المغرب.
- 1241 - الجيش المغولي يهزم نظيره المجري في «موقعة موهي».
- 1814 - نابليون بونابرت يتنازل عن العرش للمرة الأولى.
- 1899 - الولايات المتحدة تتولى شؤون جزر الفلبين بدلًا من إسبانيا.
- 1919 - تأسيس منظمة العمل الدولية.
- 1932 - نجاة رئيس المجلس النيابي السوري صبحي بركات من محاولة اغتيال في بيروت قام بها طالب سوري في الجامعة الأميركية.
- 1951 - الرئيس الأمريكي هاري ترومان يصدر قرارًا بإقالة الجنرال دوغلاس ماكارثر من منصبه كقائد أعلى لقوات الحلفاء في الحرب الكورية وذلك بعد اقتراحه بضرب الصين بقنابل نووية بسبب تدخلها بالحرب.
- 1956 - الحكومة الفرنسية تقرر إرسال أكثر من مئتي ألف جندي من أفراد الاحتياط إلى الجزائر وذلك لكبح الثورة التي كانت تتصاعد بقيادة جبهة التحرير الوطني.
- 1970 - مركبة الفضاء أبولو 11 تنطلق إلى الفضاء.
- 1979 - الإطاحة بالرئيس الأوغندي عيدي أمين.
- 1982 - اقتحام المسجد الأقصى من قبل مجموعة من الصهاينة بقيادة مائير كاهانا.
- 1986 - مذنب هالي يدخل لمدار يعد أقرب نقطة إلى الأرض.
- 1990 - اتفاق أمريكي / سوفيتي على تدمير ثمانية بالمائة من مخزون الأسلحة الكيميائية.
- 1992 - الجيش الجمهوري الإيرلندي المناوئ للسيطرة البريطانية على أيرلندا الشمالية يفجر قنبلة في حي المال بالعاصمة البريطانية لندن، وقد أدى الحادث إلى مقتل ثلاثة أشخاص.
- 2001 - الصين تطلق سراح طاقم طائرة تجسس أمريكية هبطت اضطراريًا بعد ارتطامها في الجو مع مقاتلة صينية.
- 2006 - الرئيس الإيراني محمود أحمدي نجاد يعلن أن بلاده نجحت بتخصيب اليورانيوم لاستخدامه في الأغراض السلمية، وقد أثار هذا الإعلان ضجة في العالم.
- 2010 - بدأ التصويت في الانتخابات الرئاسية والتشريعية السودانية في أول انتخابات تعددية تشهدها البلاد منذ 24 سنة.
- 2011 - عملية عسكرية تؤدي إلى اعتقال رئيس كوت ديفوار السابق لوران غباغبو وتسليمه إلى سلطات الرئيس المنتخب الحسن واتارا.
- 2016 - مجلس الوزراء السعودي يُعيد تنظيم عمل هيئة الأمر بالمعروف والنهي عن المُنكر وذلك عبر الحد من صلاحيَّاتها التنفيذيَّة ودفعها إلى التنسيق والتعاون مع أجهزة الأمن الداخلي السُعوديَّة الأُخرى.
- 2018 - مقتل أكثر من 257 شخص إثر سقوط طائرة للقوات الجوية الجزائرية من نوع إليوشن إي أل-76 بالقرب من مطار بوفاريك العسكري في الجزائر.
- 2019 -
  - تحطم المسبار الإسرائيلي بيريشيت بعد عطل في محركه أثناء الهبوط على سطح القمر.
  - اعتقال مؤسس موقع ويكيليكس جوليان أسانج داخل مبنى سفارة الإكوادور بلندن بعدما سحبت حكومة الإكوادور حق اللجوء عنه.
  - الجيش السوداني يُعلن في بيان له عن عزل الرئيس عمر البشير وتعطيل العمل بالدستور، وتشكيل مجلس عسكري يتولى حكم البلاد لفترة انتقالية مدّتها عامين، وذلك عقب الاحتجاجات التي تشهدها البلاد منذ ديسمبر 2018.
  - الإعلان عن فوز ويكيبيديا العربية بجائزة محمد بن راشد للغة العربية لسنة 2018 عن فئة «أفضل مبادرة لتطوير المحتوى الرقمي العربي».
- 2021 - فوز غويلرمو لاسو برئاسة الإكوادور، بعد حصوله على 52.21% في الجولة الثانية للانتخابات.
- 2022 - البرلمان الباكستاني ينتخب شهباز شريف رئيسًا للوزراء خلفًا لعمران خان بعد حجب الثقة عنه.

## مواليد
- 146 - الإمبراطور سيبتيموس سيفيروس، الإمبراطور الرومانى الحادى والعشرون.
- 1770 - جورج كانينغ، رئيس وزراء المملكة المتحدة.
- 1794 - إدوارد ايفرت، سياسي أمريكي.
- 1798 - ماتشيدونيو ميلوني، عالم فيزياء إيطالي.
- 1825 - فرديناند لاسال، سياسي واقتصادي ألماني.
- 1862 - تشارلز إيفانز هيوز، سياسي وحقوقي أمريكي.
- 1884 - بييرو جاهير، شاعر ومترجم إيطالي.
- 1886 - إدموند جوجون، شاعر فرنسي.
- 1930 - عواطف رمضان، ممثلة مصرية.
- 1936 - أمينة رشيد، ممثلة مغربية.
- 1938 - عبد الرحمن الأبنودي، شاعر مصري.
- 1948 -
  - مارتشيلو ليبي، لاعب ومدرب كرة قدم إيطالي.
  - جيورجي يارتسيف، لاعب ومدرب كرة قدم روسي.
- 1947 - ديم بريستو، ممثل أداء صوتي أمريكي.
- 1953 -
  - أندرو وايلز، عالم رياضيات بريطاني.
  - جاي فيرهوفشتان، رئيس وزراء بلجيكا.
- 1968 - ليوبينكو درولوفيتش، لاعب ومدرب كرة قدم صربي.
- 1980 -
  - فارس عباد، قارئ قرآن يمني.
  - كيجي تامادا، لاعب كرة قدم ياباني.
- 1982 - أحمد أديب، نائب رئيس المالديف الخامس.
- 1988 - مشاعل عقيل، مذيعة كويتية.
- 1994 - داكوتا بلو ريتشاردز، ممثلة إنجليزية.

## الوفيات
- 1554 - توماس ويات الابن، متمرد إنجليزي.
- 1856 - خوان سانتاماريا، البطل القومي لكوستاريكا.
- 1890 - جوزيف ميريك، رجل إنجليزي ولد بتشوهات خلقية واشتهر باسم «الرجل الفيل».
- 1927 - محمد بك الخضري، عالم ومؤرخ إسلامي مصري.
- 1971 - يوسف يعقوب مسكوني، مدرس وباحث تاريخ وكاتب عراقي.
- 1991 - جميلة العلايلي، شاعرة وأديبة مصرية.
- 2005 - لوسيان لوران، لاعب كرة قدم فرنسي.
- 2012 - أحمد بن بلة، رئيس الجزائر.
- 2015 - أحمد الصالح، ممثل كويتي.
- 2019 - محمود الجندي، ممثل مصري.
- 2022 - حسب الشيخ جعفر، شاعر عراقي.

## أعياد ومناسبات
- الذكرى السنوية لوفاة خوان سانتاماريا في كوستاريكا.
- اليوم العالمي لمرض باركنسون.

## وصلات خارجية
- وكالة الأنباء القطريَّة: حدث في مثل هذا اليوم.
- النيويورك تايمز: حدث في مثل هذا اليوم.
- BBC: حدث في مثل هذا اليوم.